# Zakarja Alúi
Zakarja Alúi el-Acsraf (arabul: زكرياء علوي); Marrákes, 1966. június 17. –) marokkói válogatott labdarúgókapus.

## Pályafutása

### Klubcsapatban
1983 és 1997 között a Kawkab Marrakech csapatában játszott, melynek tagjaként 1992-ben megnyerte a marokkói bajnokságot. 1997 és 2000 között Franciaországban szerepelt a Tours FC (1997–98), a Châtellerault (1998–99) és a Paris FC (1999–2000) együttesében. 

### A válogatottban
1991 és 1995 között 11 alkalommal játszott a marokkói válogatottban. Részt vett az 1994-es világbajnokságon, ahol Belgium ellen csereként, Hollandia ellen pedig kezdőként lépett pályára. A Szaúd-Arábia elleni csoportmérkőzésen nem kapott lehetőséget.

## Sikerei, díjai
Kawkab Marrakech
- Marokkói bajnok (1): 1992